# Big Show
Paul Donald Wight II. (Aiken, Južna Karolina; 8. veljače 1972.) je američki profesionalni hrvač i glumac koji trenutno ima potpisan ugovor s WWE-om gdje nastupa na marki SmackDown pod kečerskim imenom Big Show. Wight je započeo svoju karijeru u Worldu Championshipu Wrestlingu (WCW) gdje je bio poznat pod svojim kečerskim imenom The Giant. U početku svoje katijere je bio predstavljan kao "Sin Andreja The Gianta" (engl.: "The son of André the Giant".
Bivši je sedmerostruki svjetski prvak držeći dvaput WCW World Heavyweight Championship, dvaput WWF/WWE Championship, dvaput WWE-ov svjetski naslov u teškoj kategoriji and the jedanput ECW World Heavyweight Championship. Jedini prohrvač koji je držao sva četiri najviša naslova u tom razdoblju.

## Potezi u profesionalnom hrvanju
- Završni potezi
  - Chokeslam[2]
  - Cobra clutch backbreaker prateći spin-out cobra clutch slam[3][4] – 2006., 2008.
  - Colossal Clutch[2] (Camel clutch)[5] – 2009. – 2012.
  - Final Cut[6] (Spinning headlock elbow drop)[7] – 2001. – 2002., 2012. – 2013.; rijetko upotrebljavan pojedinačni potez
  - K.O Punch[2]/WMD – Weapon of Mass Destruction[8] (Right-handed knockout hook) – 2008. – danas
  - Hog Log/Showstopper[9] (Inverted leg drop bulldog)[10] – 2001. – 2002.; used rarely as a signature move thereafter
- Pojedinačni potezi

  - Abdominal stretch[11]
  - Back kick kao napad na nadolazećim natjecateljem[12]
  - Bearhug[13]
  - Big boot[6][11]
  - Corner slingshot splash[14]
  - Elbow drop,[6] ponekad umjesto second rope[15]
  - Fallaway powerbomb[6]
  - Headbutt[16]
  - Military press slam[6]
  - Open-handed chop za kečere koje se nalaze u korneru u grudi[16]
  - Running or standing hip attack u grudi ili u trbuh za kečere koje se nalaze u korneru[15]
  - Sidewalk slam[7]
  - Spear[17]
  - Vertical suplex[6]
- Menadžeri
  - Jimmy Hart[18]
  - Joy Giovanni[19]
  - John Laurinaitis[19]
  - Mr. McMahon[19]
  - Paul Bearer[19]
  - Paul Heyman[19]
  - Shane McMahon[19]
  - The Taskmaster[19]
  - Enzo Amore
- Nadimci
  - "Big Banter"[2]
  - "Big Nasty Bastard"[6]
  - "The Extreme Giant"[20][21][22]
  - "The Greatest Giant of All Time"[2]
  - "The Showster"[6]
  - "The World's Largest Athlete"[2]
- Ulazna glazba
  - "Chokeslam" od Unknowna (WCW; 1995. – 1999.)
  - "Dungeon of Doom" od Jimmija Harta & Howarda Helma (WCW; 1995. – 1996., upotrebljavan kada je bio član The Dungeon of Dooma)
  - "Rockhouse" od Franka Shelleija (WCW/WWF/WWE; upotrebljavan kad je bio dio New World Ordera)[23]
  - "Slammer" (WCW; 1997.; upotrebljavan kad se udružio s Lexom Lugerom)
  - "Massacre" by Jim Johnston (WWF; February 1999 – April 1999)
  - "No Chance in Hell" od Jim Johnstona (WWF; 1999.; upotrebljavan kao dio rag-tima the Corporationa)
  - "Real American" by Rick Derringer (WWF/WWE; 30. travnja 2000.; upotrebljavan kad se lažno predstavio kao Hulk Hogan)
  - "Big" by Jim Johnston (WWF/WWE; travanj 1999. – 29. svibnja 2006.)[24]
  - "The Unholy Alliance" od Jima Johnstona (WWF; kolovoz, 1999. – rujan, 1999.; upotrebljavan kada se udružio s The Undertakerom)
  - "Big (Remix)" od Mack 10, K Mac i Boo Kapone dok je remiksirao MC Eiht (WWF; svibanj 2000.)[25]
  - "Crank It Up" od Brand New Sin (WWE; 7. lipnja 2006. – 6. prosinca 2006.; 26. veljače 2008. – danas)[24]
  - "Crank the Walls Down" od Maylene and the Sons of Disaster (WWE; 31. srpnja 2009. – 4. siječnja 2010.; upotrebljavan kada se udružio sa Chrisom Jerichom)[24]
  - "I Came to Crank It Up" od Downstait and Brand New Sin (WWE; 18. siječnja 2010. – 26. travnja 2010¡; upotrebljavan kada se udružio sa The Mizom)[26]